# Servicio amoroso
El servicio amoroso es una forma ritualizada de devoción amorosa masculina hacia las mujeres, especialmente las nobles, que se popularizó en la Edad Media.

## Historia
La práctica del servicio amoroso apareció por primera vez en la Europa medieval y se basaba en una combinación de distinciones de clase feudalistas, principios del amor cortés y aspectos de género del código de la clase caballeresca en relación con el trato respetuoso a las mujeres.
El servicio amoroso guardaba ciertas semejanzas con el vasallaje, especialmente con el concepto de obediencia. Según Sandra R. Alfonsi, todo el concepto de servicio amoroso se inspiraba en el juramento del vasallo de servir a su señor con lealtad, tenacidad y valor. Estas mismas virtudes se exigían al suplicante masculino. Al igual que el hombre de confianza respecto a su soberano, el varón se acercaba a su dama con temor y respeto, se sometía obedientemente a ella y esperaba un feudo o, en este caso, un honor de recepción como hacía el vasallo.
El vocabulario del servicio amoroso tomó prestada cierta terminología del vocabulario del feudalismo, indicativa de los lazos entre un hombre y su señor. Algunos ejemplos son servitium (servicio), dominus (que denota al Señor feudal, o Señora), homo ligius (dirigirse al hombre de confianza del Señor o «mi hombre»), homage (deber hacia el Señor) y honor (gestos de honra). A veces se denominaba a los hombres domnei o donnoi, que significaban una actitud de devoción caballeresca de un caballero hacia su Dama basada en la servidumbre y el deber.